# Sidonie Scharfe
Johanna Auguste Sidonie Scharfe (* 26. Mai 1834 in Zehlendorf bei Berlin; † 21. Juli 1909 ebendort) war eine vermögende Wohltäterin und Stifterin.

## Leben

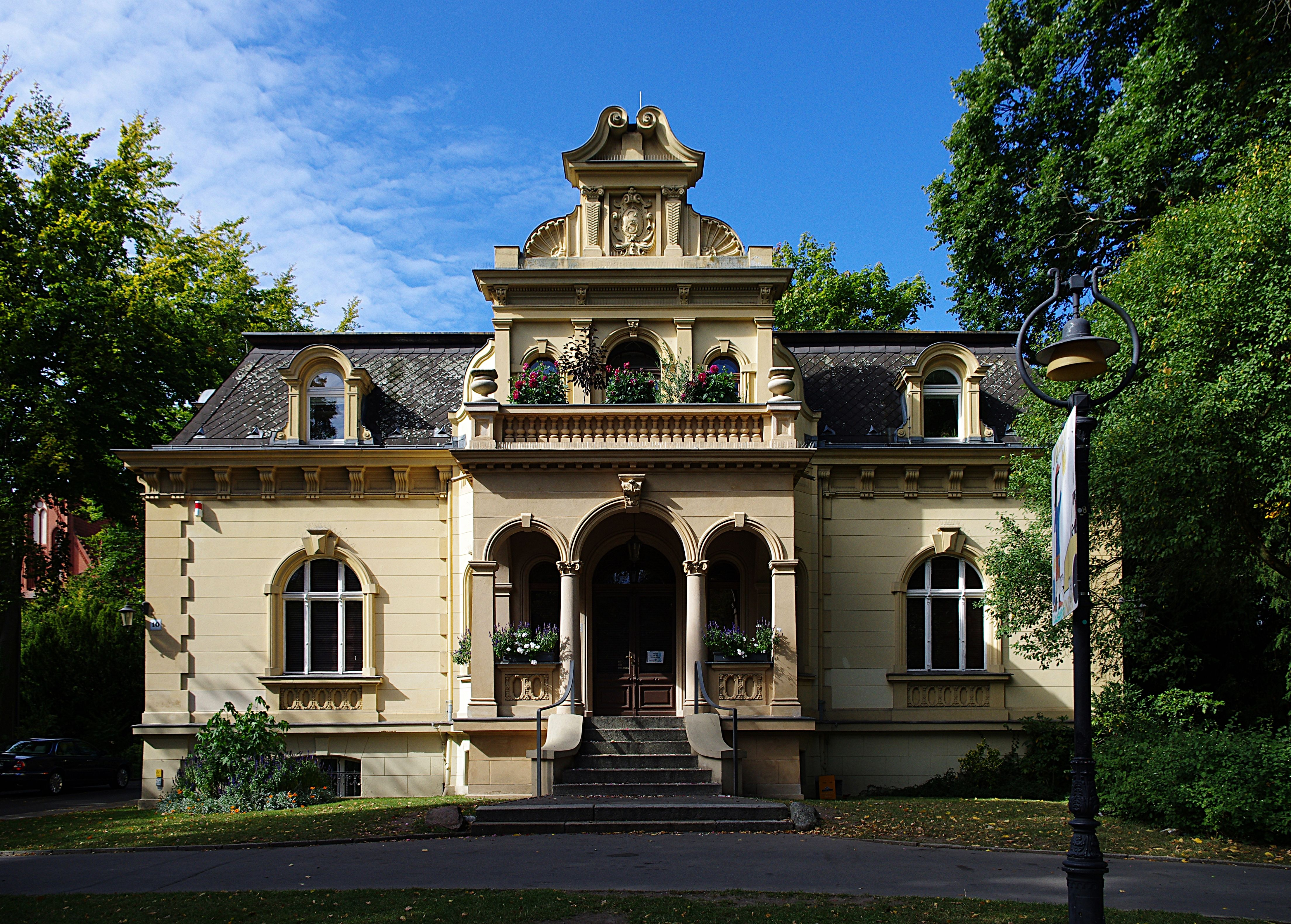
1892 für Scharfe erbautes Wohnhaus („Hochzeitsvilla“; 2012)

Sidonie Scharfe war die Tochter von Andreas Scharfe, der 1836 das Lehnschulzgut von Zehlendorf erwarb. Sie wuchs mit ihrer Schwester Marie im damals dörflichen Zehlendorf auf und gehörte einer wohlhabenden Familie an. 1870, nach dem Tod ihrer Mutter, erbten Sidonie Scharfe und ihre Schwester Marie Pasewaldt das Lehnschulzgut. Scharfe blieb ihr Leben lang unverheiratet und setzte ihr Vermögen auch dafür ein, sich als Wohltäterin zu engagieren.
1891 gründete sie mit anderen zusammen das Wilhelm-Friedrich-Stift in Zehlendorf, benannt nach den zwei Kaisern aus dem Hause Hohenzollern. Das Stift erbaute in der Fischerhüttenstraße (früher Alsenstraße) ein Wohngebäude auf dem Grundstück der evangelischen Gemeinde, um verarmten Knechten und Mägden eine Unterkunft zu geben, nachdem in den achtziger Jahren die Landwirtschaft im Raum Zehlendorf aufgegeben worden war, und viele dadurch auf der Straße standen. Ein Erweiterungsbau wurde nach der Eröffnung des ersten Gebäudes von Scharfe finanziert. In seiner Geschichte wurde das Wilhelm-Friedrich-Stift stets für verschiedene soziale Zwecke genutzt. Im 21. Jahrhundert beherbergte die Einrichtung unter anderem auch Geflüchtete. Heute wohnen junge, alleinstehende Frauen mit kleinen Kindern in den Gebäuden des Wilhelm-Friedrich-Stifts.

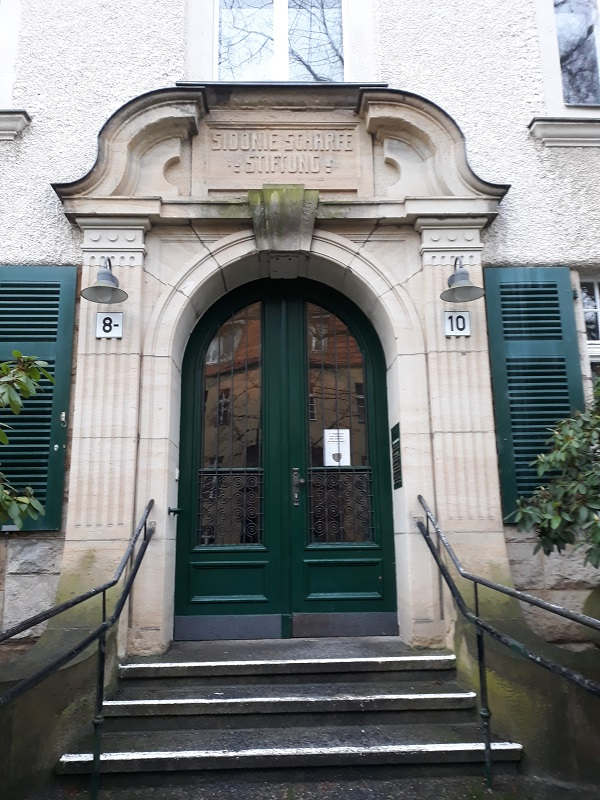
Eingang der Sidonie-Scharfe-Stiftung

Außerdem schenkte Scharfe der evangelischen Gemeinde ein im Zentrum Zehlendorfs gelegenes Grundstück für ein Pfarrhaus und eine Kirche, auf dem heute die evangelische Pauluskirche steht. Unweit davon, am Teltower Damm 10 (früher Hauptstraße), befindet sich die Hochzeitsvilla genannte denkmalgeschützte Villa Scharfe, in der seit den 1960ern Eheschließungen durch das Standesamt Zehlendorf stattfinden. Dieses Haus wurde 1892 von Maurermeister Fritz Schirmer (Entwurf und Ausführung) als Wohnhaus für Scharfe erbaut und ist das älteste (verbliebene) Haus an der Zehlendorfer Dorfaue.
Scharfe war in der evangelischen Gemeinde als Vorsitzende eines Diakonievereins aktiv und gründete mit anderen den Verein Haus Schönow, eine Nervenheilanstalt für bedürftige Kranke. Die Einrichtung liegt heute am Teltower Damm 189–203 und wird als Pflegeheim genutzt.

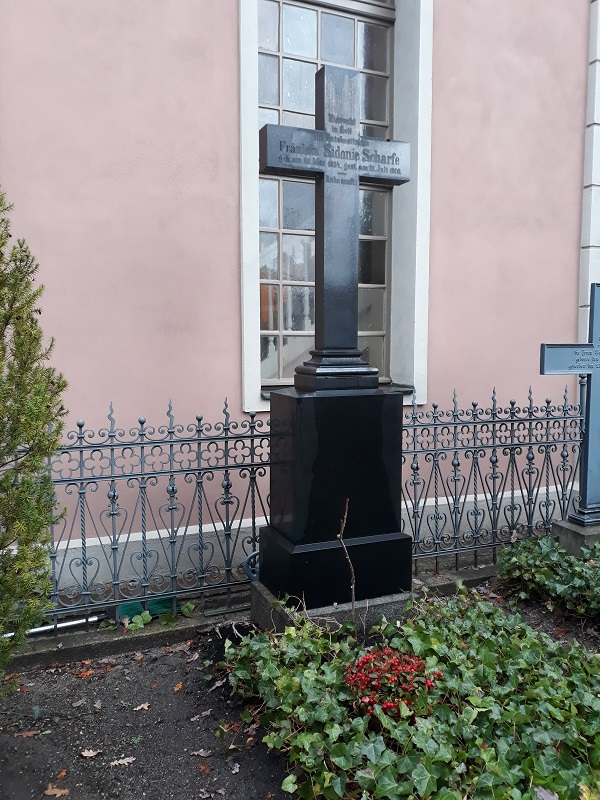
Grab von Sidonie Scharfe in Zehlendorf

Durch ihr 1907 verfasstes Testament verfügte Scharfe, dass nach ihrem Tod die Sidonie-Scharfe-Stiftung gegründet werde, eine Stiftung für „Lehrerwitwen, Beamtenwitwen und alte Mädchen aus besseren Ständen von 60 Jahren an“. Sie stellte dafür anfänglich ein Grundstück an der Pasewaldtstraße sowie die Summe von 40.000 Goldmark zur Verfügung. Die bis heute bestehende Stiftung verfügt über zwei Häuser, 1914 und 1926 erbaut, und hatte ein für die damalige Zeit fortschrittliches Konzept: Kleine Wohnungen mit Betreuung ermöglichen jeder Bewohnerin ein selbstständiges Leben im Alter. Die Gebäude befinden sich in Zehlendorf, in der nach der Wohltäterin benannten Scharfestraße, die von der Clayallee abzweigt.
Sidonie Scharfe starb mit 75 Jahren. Sie ist in einer mit einem kunstvoll geschmiedeten Zaun eingefassten Erbbegräbnisstätte auf dem kleinen Friedhof direkt vor der Ostseite der Alten Dorfkirche in Zehlendorf-Mitte begraben.